# Instituto Mexicano de la Radio
El Instituto Mexicano de la Radio (Imer, por su acrónimo) es un grupo radiofónico de México. Su eslogan es: Somos radio pública. Es la cadena de radio pública nacional de dicho país.

## Historia
El Instituto Mexicano de la Radio es un organismo de la Administración Pública Federal que fue creado el 25 de marzo de 1983 por decreto del entonces presidente Miguel de la Madrid Hurtado, junto con el Instituto Mexicano de Televisión (Imevisión) y el Instituto Mexicano de Cinematografía (Imcine).
La primera sede del Imer se ubicó en la calle de Margaritas 18 en la Colonia Florida de Ciudad de México. Su nueva sede ubicada en las calles de Dr. Barragán, en la Colonia Roma, de la Ciudad de México, con las cabinas de transmisión y ocho de producción, no pudieron ser ocupadas al ser parte de los inmuebles colapsados por los sismos de 1985. Ese mismo año el gobierno federal arrendó y posteriormente adquirió los estudios de la Sociedad de Autores y Compositores de Música; en Real de Mayorazgo 83, colonia Xoco en la Alcaldía Benito Juárez. El primer director del Imer fue el periodista Teodoro Rentería Arróyave.
Hasta abril de 2004, operó 8 estaciones ubicadas en la Ciudad de México y 12 emisoras en diversos estados de la República.
En 2007, el IMER puso el audio en línea para poder escuchar las estaciones de radio Reactor 105.7 y Horizonte 107.9 en su página de Internet. En 2009, puso además en línea una nueva radio en Internet con motivo del Bicentenario de la Independencia de México, Radio2010. En 2011, después de seis años de la cancelación de las transmisiones y el desmantelamiento de la estación de Onda Corta conocida como Radio México Internacional por parte de las autoridades del IMER, aparece la versión en Internet de Radio México Internacional en línea, en sustitución de Radio2010.

### IMER Noticias
El Sistema Nacional de Noticiarios produce y transmite los servicios informativos del IMER bajo el nombre de IMER Noticias, antes Antena Radio.
Su oferta informativa está integrada por emisiones diarias de noticias, cortes informativos y los programas especializados en información cultural “El Andamio” y deportiva “Impacto Deportivo”. 
IMER Noticias se transmite a través de las emisoras Horizonte y La B Grande de México en la Ciudad de México, así como en las diferentes frecuencias del IMER en el país.

#### Historia
De su origen, el IMER contó con programas de información que tuvieron como objetivo "enterar, comentar y analizar sobre el acontecer nacional e internacional". Dentro de este rubro produjo Revista Semanal, diseñado para "que los acontecimientos más relevantes de México y el mundo sean examinados en este espacio desde el punto de vista del Estado mexicano".
El Sistema Nacional de Noticiarios (SNN) nació en el 11 de marzo de 1985 "con el propósito de contar con un mecanismo de expresión al través del cual informar objetivamente e instantáneamente del quehacer gubernamental y de los sucesos más importantes de nuestro país y del resto del mundo". Al principio transmitía tres resúmenes informativos diarios (8 de la mañana, 2 de la tarde y 8 de la noche) que se difundían a través de las estaciones del IMER; elaboraba 13 noticiarios de 5 minutos que se transmitían "cada hora en la hora"; producía un "noticiario infantil" de 15 minutos, que se difundía diariamente a las 5 de la tarde por Radio Infantil, y que era "único en su género".
El SNN producía programas periodísticos, reportajes, crónicas, entrevistas, editoriales y epigramas que se transmitían tanto en las emisoras del IMER como en los espacios que por ley correspondían al Estado en las radiodifusoras comerciales.

### Directores
| Director                       | Periodo                 |
| ------------------------------ | ----------------------- |
| Teodoro Rentería Arróyave      | 1983 - 1988             |
| Gerardo Estrada Rodríguez      | 1988 - 1991             |
| Alejandro Montaño Martínez     | 1991 - 1993             |
| Jorge Medina Viedas            | 1993 - 1994             |
| Jorge Ruiz Dueñas              | 1994 - 1995             |
| Carlos Lara Sumano             | 1995 - 2002 2013 - 2018 |
| Dolores Béistegui Rohan-Chabot | 2002 - 2006             |
| Héctor Villarreal Ordóñez      | 2006 - 2008             |
| Ana Cecilia Terrazas           | 2009 - 2013             |
| Aleida Calleja Gutiérrez       | 2019 -                  |

## Estaciones
A lo largo de sus más de 34 años de existencia, el IMER ha operado diversas estaciones de radio, a través tanto del mismo instituto como por medio de convenios de coinversión junto con los gobiernos de los estados.

### Estaciones actuales
- Ciudad de México:
- Horizonte XHIMR-FM 107.9 MHz es la única emisora con perfil mixto, dedicada al mundo del jazz en todas sus vertientes. Programación que convive con tres espacios informativos al día así como programación hablada que abarca la totalidad de los ejes temáticos establecidos por el IMER, ejerciendo una representatividad social y cultural. Horizonte es la frecuencia más joven del Instituto Mexicano de la Radio.[8]
- Lema: "Jazz Para Todos".
- Opus XHIMER-FM 94.5 MHz Inició como Opus 710 en la banda de amplitud modulada. A partir del 5 de junio de 1986, inició transmisiones en su espacio actual que es el 94.5 de FM. La programación incluye obras de grandes compositores clásicos.  Su programación ha abierto espacios para voces de la cultura como Juan María Alponte, Colombia Moya, Alicia Zendejas, José Luis Cuevas, Eduardo Lizalde, Ricardo Garibay y Ernesto de la Peña, entre otros y otras.[9]
- Lema: "El Lugar de la Música".

- Reactor XHOF-FM 105.7 MHz. Es una estación de radio de la Ciudad de México que reproduce entre muchos otros géneros rock y hip-hop en español e inglés. Se transmite a través de la frecuencia 105.7 MHz y a través de HD en el canal 105.7 1.[10]
- Lema: "Generación R"

- Tropicalísima 6-60 XEDTL-AM 660 kHz. La estación rescata géneros tropicales de México y el mundo, combinando el servicio de la hora exacta con programas de contenido social.[11]
- Lema: "El Sonido de la Calle".

- Radio 710 XEMP-AM 710 kHz. Transmite música ranchera, norteña, grupera y banda, de catálogo y contemporánea.[12]
- Lema: "Pura música mexicana".

- La B Grande de México XEB-AM 1220 kHz. Es uno de los cinco canales libres internacionales que están asignados en nuestro país. Es una de las emisoras más antiguas de México y Latinoamérica. Actualmente la XEB tiene un formato que integra programas de contenido y musicales. Cuenta con diversos espacios hablados de servicio y orientación. Es la emisora de Amplitud Modulada del IMER en Ciudad de México, que transmite la oferta periodística del Sistema Nacional de Noticiarios. En los espacios musicales se transmiten piezas de catálogo en español de las últimas cinco décadas, en diversos géneros: romántico, tropical y tradicional mexicano.[13]
- Lema: "La B Grande de México".

- Radio Ciudadana XEQK-AM 1350 kHz. La llamaban La Radio de los Ciudadanos, cuando la programación se emitía en  XEQK-AM 1350 kHz. Tiempo después se trasladó a los 660 kHz. La programación de la emisora está orientada por criterios de calidad en la información, de interés público, pluralidad y diversidad social. Al aire se pueden escuchar una gran diversidad de voces y cuenta con la participación frecuente de diversas asociaciones civiles. Han participado 1262 proyectos de los cuales 295 han sido seleccionados y transmitidos.[14]
- Lema: "Te acompaña"

- Tijuana, Baja California:
- Fusión XHUAN-FM 102.5 MHz
- Su programación musical está integrada por jazz, blues, reggae, bossa nova, música del mundo y géneros afines, dando prioridad a producciones de sellos discográficos independientes, así como a músicos e intérpretes de la región. Es la única en la ciudad con este perfil, da cabida a la agenda cultural de la ciudad y se hace presente en la cobertura del Tijuana Jazz & Blues Festival.[15]
- Lema: "Jazz Sin Fronteras".

- Cananea, Sonora:
- La FQ XHFQ-FM 103.1 MHz. Transmite balada, con un especial énfasis en clásicos de la música romántica y pop en inglés y español[16]
- Lema: "La Voz de La Ciudad de Cobre".

- Ciudad Acuña, Coahuila:
- La Poderosa XERF-AM 1570 kHz / XHRF-FM 103.9 MHz. Brinda, a través de su señal, información y orientación sobre temas de salud, educación y derechos humanos, a la vez que transmite, música popular mexicana de catálogo, norteña, grupera y balada romántica de catálogo. Transmite contenidos de temas de salud, educación y derechos humanos.[17]
- Lema: "Más Cerca que Nunca".

- Ciudad Juárez, Chihuahua:
- Órbita 106.7 XHUAR-FM 106.7 MHz

Es una emisora dirigida al público juvenil de Ciudad Juárez y El Paso, Texas. Su programación abarca los géneros del rock clásico, rock alternativo, rock progresivo, rock metal, ska, punk y rock balada, y es además un espacio incluyente y propositivo, promueve los valores fundamentales de educación y cultura de la comunidad fronteriza de Chihuahua.
Lema: "Rock en movimiento".
- Lázaro Cárdenas, Michoacán:
- Radio Azul XHLAC-FM 99.7 MHz

Transmite contenidos de salud, cultura y sociedad.
Lema: "La Voz del Balsas".
- Salina Cruz, Oaxaca:
- Estéreo Istmo XHSCO-FM 96.3 MHz. Transmite con 30,000 watts de potencia,cubriendo con su señal a los municipios más importantes de la Región del Istmo de Tehuantepec, Costa de Chiapas y Sur de Veracruz. Su señal en FM y HD1 llega a diferentes culturas de Oaxaca como zapotecos, Ikoods, Mixes, Chontales y Zoques.
- XHSCO es una emisora radiofónica multiperfil, que transmite Noticias, programas de contenido, programas culturales, musicales y música de los siguientes géneros: Tropical, Balada Romántica, Música Regional Mexicana, Baladas y Rock-Pop en español.[18]
- Lema: "La Voz del Sur".

- Comitán, Chiapas:
- Radio IMER XEMIT-AM 540 kHz / XHEMIT-FM 94.9 MHz. Desde su inicio la emisora dio prioridad a la música regional, pero también incluye en su programación otros géneros, como salsa, grupera, bachata, catálogo español, pop & rock inglés y español, balada romántica, bolero, merengue, cumbia, marimba y jazz. El nombre actual de la emisora responde a la costumbre de sus radioescuchas de llamarla así.[19]
- Lema: "La Voz de Balún Canán". Está basado en una novela de Rosario Castellanos

- Cacahoatán, Chiapas:
- La Popular XHCAH-FM 89.1 MHz
- Programa diferentes tipos de música, como salsa, tropical, ranchera, marimba, rock en español, pop, banda, norteña.[20]
- Lema: "La Voz del Soconusco".

- Chiapa de Corzo, Chiapas:
- Radio Lagarto XHCHZ-FM 107.9 MHz
- Transmite diferentes géneros musicales, pop, boleros, ranchero, norteño, salsa, tropical, grupero, infantil, jazz, rock y marimba. Radio Lagarto inició transmisiones en Frecuencia Modulada en el 107.9 con 10 mil watts de potencia y en el Canal de HD.[21]
- Lema: "Voz Viva de Chiapas".

- Mérida, Yucatán:
- Yucatán FM XHYUC-FM 92.9 MHz
- Emite una señal que cubre todo el estado de Yucatán, parte de Quintana Roo y Campeche, con 100,000 watts de potencia. Cubre los 106 municipios del estado, entre ellos Tizimín, Valladolid, Oxcutzcab, Peto y Progreso.[22]

Lema: "Viajera en el Tiempo".

### Estación virtual
- Ciudad de México:
- Radio México Internacional es la emisora por internet, que cuenta además con una opción de salida al aire a través de Radio Digital en Ciudad de México y área metropolitana incluyendo Tijuana. Transmite las 24 horas en www.imer.mx/rmi y en radio digital en el 105.7 canal HD2 en Ciudad de México y en el 102.5 canal HD3 en la Ciudad de Tijuana, Baja California.
- La programación musical se estructura a partir de tres ejes: música mexicana tradicional, las piezas entrañables del repertorio musical mexicano de la época de oro de la radio y el trabajo de nuevos músicos inspirados en los sonidos de la tradición de las diferentes regiones de México.

### Estaciones cedidas a los gobiernos de los estados
- Radio Mar XETEB-AM 920 kHz - Tenabo, Campeche

- La Poderosa Voz de Colima XEBCO-AM 1210 kHz - Villa de Álvarez, Colima

## IMER en Radio Digital
Como parte de la transición a la radio digital por parte de COFETEL, el Instituto Mexicano de la Radio a partir del año 2012 por medio de sus estaciones transmiten información diversa través de los subcanales digitales HD1, HD2 y HD3:
- Ciudad de México, Distrito Federal:
- XHIMER-FM 94.5 MHz, Opus:
  - HD1 – Opus 94.5
  - HD2 – La B Grande de México 1220
  - HD3 – Jazz Digital

- XHOF-FM 105.7 MHz, Reactor:
  - HD1 – Reactor 105.7
  - HD2 – Radio México Internacional
  - HD3 – Interferencia

- XHIMR-FM 107.9 MHz, Horizonte:
  - HD1 – Horizonte 107.9
  - HD2 – Tropicalísima 660
  - HD3 – Música del Mundo

- Ciudad Juárez, Chihuahua:
- XHUAR-FM 106.7 MHz, Órbita:
  - HD1 - Órbita 106.7
  - HD2 - La nueva 710
  - HD3 - Rock en Español

- Salina Cruz, Oaxaca:
- XHSCO-FM 96.3 MHz, Estéreo Istmo:
  - HD1 - Estéreo Istmo 96.3
  - HD2 - La B Grande de México
  - HD3 - Tropicalísima 660

- Tijuana, Baja California:
- XHUAN-FM 102.5 MHz, Fusión:
  - HD1 – Fusión 102.5
  - HD2 – Música del Mundo
  - HD3 – Radio México Internacional

- Cacahoatán, Chiapas:
- XHCAH-FM 89.1 MHz, La Popular:
  - HD1 - La Popular
  - HD2 - La B Grande de México
  - HD3 - Tropicalísima 660

- Chiapa de Corzo, Chiapas:
- XHCHZ-FM 107.9 MHz, Radio Lagarto:
  - HD1 - Radio Lagarto
  - HD2 - La B Grande de México
  - HD3 - Tropicalísima 660

- Comitán, Chiapas:
- XHEMIT-FM 94.9 MHz, Radio IMER:
  - HD1 - Radio IMER
  - HD2 - La B Grande de México
  - HD3 - Tropicalísima 660

- Ciudad Acuña, Coahuila:
- XHRF-FM 103.9 MHz, La Poderosa:
  - HD1 - La Poderosa
  - HD2 - La B Grande de México
  - HD3 - Tropicalísima 660

- Lázaro Cárdenas, Michoacán:
- XHLAC-FM 99.7 MHz, Radio Azul:
  - HD1 - Radio Azul
  - HD2 - La B Grande de México
  - HD3 - Tropicalísima 660

-Cananea, Sonora:
- XHFQ-FM 103.1 MHz, La FQ:
  - HD1 - La FQ
  - HD2 - La nueva 710
  - HD3 - Rock en Español

- Mérida, Yucatán:
- XHYUC-FM 92.9 MHz, Yucatán FM:
  - HD1 - Yucatán FM
  - HD2 - Jazz Digital
  - HD3 - Música del Mundo

## Formatos desaparecidos

### Interferencia 7Diez
Formato con contenidos musicales basados en rock mexicano de todas las épocas.

### Órbita 105.7 FM,El Universo del Rock
Formato dedicado a difundir el rock en español mediante conceptos como Carlos Ibarra "El Renegado", La Otra Cara del Rock, Back in Time, Miscelánea y Bonetería, La Escalera, Top Rock y RDV, entre otros.
Hoy en día, y desde hace ya 10 años, en la frecuencia 105.7 de FM se transmite la señal de Reactor cuyo eslogan era "Todas las alternativas" y con motivo de su décimo aniversario ahora es "Cuenta otra vez" en donde se sigue transmitiendo rock en inglés y español a través de programas como "Base Varsovia" con Jorge Rugerio, "Cova" a cargo de Covadonga Bon y "Mucha Mañana" cuyo titular es Tonatiuh Olvera (conocido como 'Jergas'). Reactor 105 se ha encargado de difundir los diferentes géneros y subgéneros del rock al público joven de la Ciudad de México y del área Metropolitana cubriendo eventos y Festivales musicales como el "Vive Latino" en México y "Rock al Parque" en Colombia.

### 7 Diez,la que más me gusta
Formato dedicado a la música ranchera, a la música grupera y a la música duranguense.

### XEQK La Hora Exacta
XEQK-AM era La Hora Exacta del Observatorio Astronómico de la Ciudad de México. En el 2012 regreso la nueva Hora Exacta en radio digital a través de XHIMR-FM 107.9 MHz en el subcanal digital HD3 hasta el 2 de septiembre de 2014, siendo sustituida al día siguiente por una programación de música con el nombre de música del mundo.

### XERIN Radio Infantil
Programación dirigida al público infantil, que se transmitió a través de la estación XERIN 660 kHz.